# 보두앵 1세 (예루살렘)

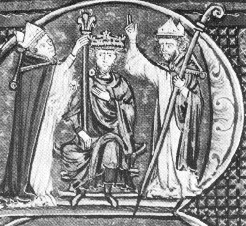

보두앵 1세(Baudouin, 1058년? ~ 1118년 4월 2일)는 제1차 십자군의 지도자 중 1명이며, 초대 에데사 백국의 백작이며, 후에 2대 예루살렘 왕국의 왕(재위:1100년~1118년)이 되었다.
그는 예루살렘 왕국의 영토를 넓혔으며, 그의 행정기구는 200년 동안 시리아와 팔레스타인을 지배하는 토대가 되었다.

## 생애
보두앵은 외스타슈 2세 드 불로뉴 백작(Eustache II de Boulogne)의 3남으로 처음엔 사제가 되기 위한 교육을 받다가 도중 환속하여 큰형 고드프루아 드 부용 로드리겐 공작의 아래에서 베르됭 백작이 되었다.
제1차 십자군 원정시 형 고드프루아, 위그, 종형제 보두앵 드 부르와 함께 참가했다. 헝가리에서 부대의 안전한 통과를 위해 보두앵이 인질로써 헝가리 왕 곁에서 머물렀다. 콘스탄티노폴리스에서 오히려 비잔티움 황제의 아들을 인질로 맡겨진 시기, 보두앵이 그를 접대했다. 비잔티움측에서 십자군에 대한 기록을 남긴 황녀 안나 콤네나의 수기에 의하면 "휘하의 병사가 황제의 옥좌에서 무례한 행동을 하자, 이를 꾸짖었다."라고 말해질 정도로 예의와 규율에 엄격했다고 한다.
소아시아에서 다른 십자군과 떨어져나와 자신과 마찬가지로 영토를 욕심낸 노르만족의 탕크레드와 함께 킬리키아로 향했으나, 도중 탕크레드와 다투고 탕크레드는 안티오키아로 돌아갔다. 한편 보두앵은 에데사의 영주 토로스를 유혹해 그의 후계자가 되었고, 얼마안가 토로스가 폭동으로 살해당할쯤 잠시 피신해 있다가 돌아와 에데사를 지배했다.그는 새로얻은 공국을 강화하고, 아르메니아 귀족의 딸 아르다와 결혼해 아르메니아 토착민과 결속을 다졌다.
1100년 성묘의 수호자였던 형 고드프루아가 죽을때, 보두앵은 에데사 백국을 보두앵 드 부르에게 물려주고, 예루살렘에 들어가 예루살렘 왕 보두앵 1세가 되었다. 왕국 남부에서 이집트 파티마 왕조와 싸워 위세를 떨쳤고, 십자군 귀족의 반대를 누르고 정식으로 그해 12월 예루살렘 왕이 되었다. 예루살렘 총대주교였던 다임베르트는 예루살렘을 교황령으로 만들기를 원했으나, 이에 반대하고, 예루살렘이 아닌 베들레헴에서 대관식을 거행하는데는 협력했다.
1101년의 십자군은 람라에서 대패했으나, 그 후 아르수프(현재 이스라엘의 텔아르샤프)와 카이사레아(이스라엘의 호르바트케사리)을 장악했고, 1112년까지 아스칼론과 티레를 제외한 아콘, 람라, 트리폴리, 시돈, 베이루트 등 지중해 근해의 모든 해안도시를 점령해 영토를 넓혔다. 1115년 왕국 남부를 지키기 위해 크라크 드 몽레알 성을 짓고, 1113년에 아내를 수녀원에 유폐하고 시칠리아 백작의 미망인 사오나의 아들레이드와 결혼했으나 후계자 없이 1118년 이집트 원정중에 식중독에 의해 사망했다. 뒤를 사촌인 에데사 백국을 물려받은 보두앵 드 부르가 제3대 예루살렘 왕이 되었다.
| 전임 고드푸루아 | 제2대 예루살렘의 왕 1110년 - 1118년 | 후임 보두앵 2세 |

| 전임 (없음) | 제1대 에데사 백작 1109년 - 1110년 | 후임 보두앵 드 부르 |